# (12866) Yanamadala
(12866) Yanamadala est un astéroïde de la ceinture principale.

## Description
(12866) Yanamadala est un astéroïde de la ceinture principale. Il fut découvert le 22 mai 1998 à Socorro (Nouveau-Mexique) par le projet LINEAR. Il présente une orbite caractérisée par un demi-grand axe de 2,41 UA, une excentricité de 0,19 et une inclinaison de 2,9° par rapport à l'écliptique.

## Compléments